# Markus Hottgenroth

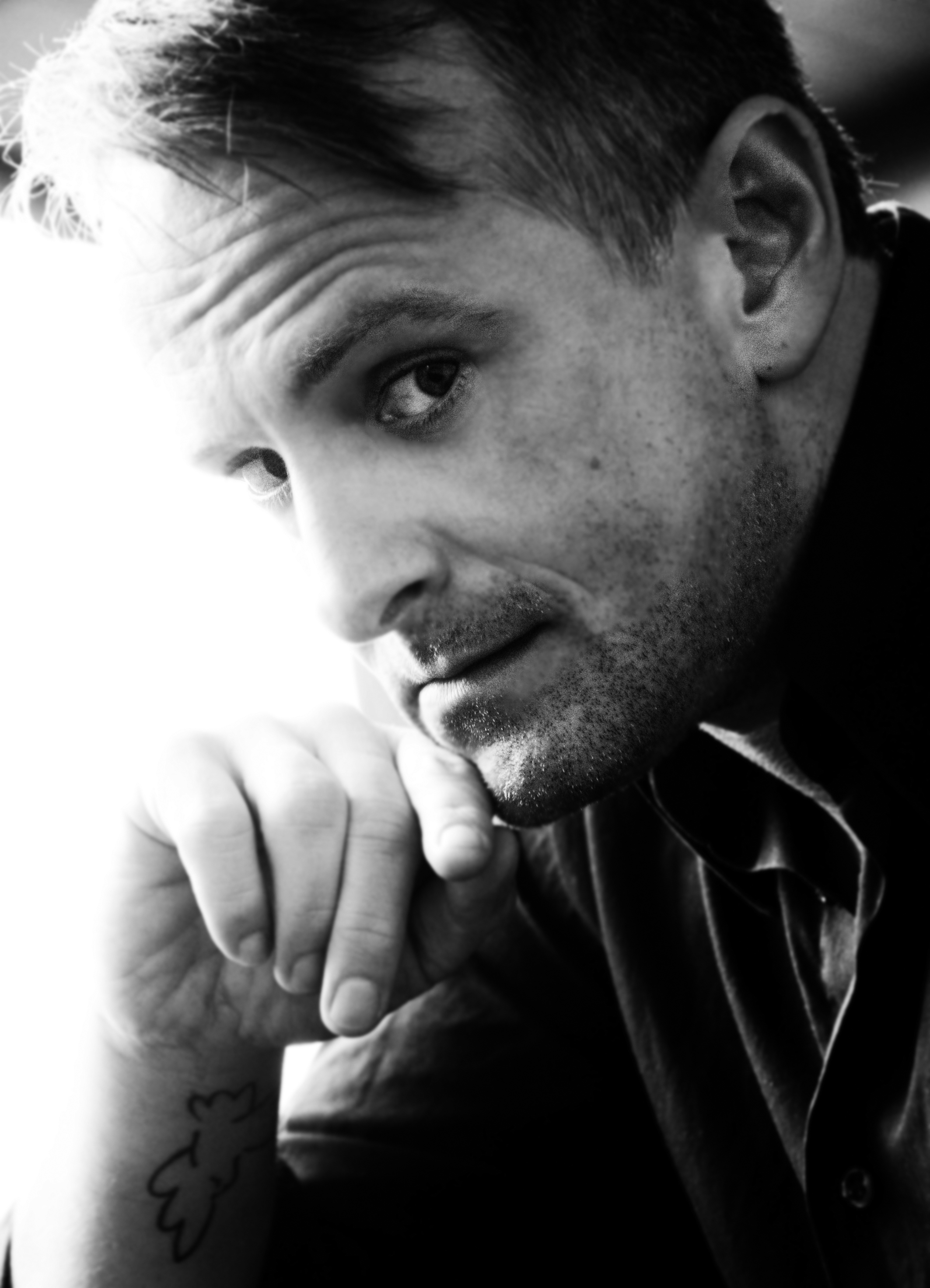
Markus Hottgenroth (2010)

Markus Hottgenroth  (* 21. April 1970 in Goch) ist ein deutscher Schauspieler.

## Leben
Nach dem Abitur am Quirinus-Gymnasium in Neuss studierte Markus Hottgenroth von 1989 bis 1993 zunächst katholische Theologie an der Rheinischen Friedrich-Wilhelms-Universität in Bonn. 
Im Theologenkonvikt Collegium Albertinum bereitete er sich auf das Priesteramt vor. Während dieser Zeit wurde er 1990 Mitglied der Theologenverbindung V.k.Th. Burgundia.
Noch während seines Schauspielstudiums in Wien schloss sich Hottgenroth dem Beinhardt-Ensemble unter der Leitung von Meret Barz an und spielte 1996 ein Jahr lang an der Seite von  Karl Markovics und Nina Proll das Musical Cabaret im Museumsquartier Wien. 
1998 engagierte ihn Intendant Ulf Reiher an das Landestheater Detmold. 2017 war er Mitglied der Festival-Jury für das NRW-Theatertreffen.
Seit der Spielzeit 2018/2019 ist Hottgenroth am Theater Ulm engagiert.

## Rollen (Auswahl)

### Theater
- 1999: In der Stunde des Luchses (Der Junge)
- 2001: Was ihr wollt (Narr)
- 2002: Kabale und Liebe (Wurm)
- 2003: Romeo und Julia (Romeo)
- 2003: Torquato Tasso (Tasso)
- 2003: Figaro lässt sich scheiden (Figaro)
- 2006: Clockwork Orange (Alex)
- 2007: Medea (Jason)
- 2007: Goldberg-Variationen (Jay)
- 2008: Die Möwe (Konstantin Gavrilovič Treplev)
- 2008: Amphitryon (Amphitryon)
- 2008: Der Kissenmann (Katurian)
- 2009: Othello (Jago)
- 2010: Prinz von Homburg (Kurfürst)
- 2010: Urfaust (Faust)[2]
- 2012: Die Ratten (Direktor Hassenreuter)
- 2014: Mefisto Forever (Kurt Köpler)
- 2015: Faust (Mephisto)
- 2015: Dantons Tod (Danton)
- 2016: Hedda Gabler (Løvborg)
- 2017: Das Käthchen von Heilbronn (Theobald)
- 2017 Am Strand der weiten Welt (John Robinson)
- 2018 Der Partylöwe (Gilsbert Storch)
- 2018 Das Fest (Christian)
- 2018 Soul Kitchen (Lutz)
- 2018 Dreier (M2)
- 2018 Odyssee (Poseidon, Theresias, Alkinoos)

### Musical
- 2000: Sweet Charity (Oscar)
- 2002: Les Misérables (Marius)
- 2002: Victor/Victoria (Toddy)
- 2004: Cabaret (Cliff)
- 2008: Im Weissen Rössl (Leopold)
- 2009: Sugar (Joe)
- 2010: The Black Rider (Stelzfuss)
- 2012: Irma la Douce (Nestor)
- 2014: Alice (Schwarzer Ritter)
- 2014: The Beggar’s Opera (Peachum)
- 2018: My Fair Lady (Higgins)
- 2019: La Cage aux Folles (Albin)

## Filmografie
- 2010: Mein Leben im Off (Herr Berger)

## Auszeichnung
- 2013: Theaterring Detmold
- 2019:  Ulmer Theaterpreis